# Piața Națiunii din Iași
Piața Națiunii este o piață din Iași, România. Aceasta se află la intersecția Bulevardul Independenței cu Strada Universității în fața Universității de Medicină și Farmacie din Iași. Alături de ea se mai află Muzeul de Istorie Naturală din Iași, Biserica Sfântul Spiridon din Iași. În partea dreaptă se află clădirea Institutului de Anatomie, construit între 1894 și 1900 în stilul neoclasic. Aici este amplasat Monumentul Unirii din Iași (care a fost reconstruit în anul 1999 de către sculptorul Constantin Crengăniș) și Flacăra eternă.